# Yorkton (circonscription saskatchewanaise)
Pour les articles homonymes, voir Yorkton.
Circonscription électorale provinciale du Canada
Yorkton est une circonscription électorale provinciale de la Saskatchewan au Canada. Elle est représentée à l'Assemblée législative de la Saskatchewan depuis 1905.
Yorkton fait partie des 25 circonscriptions initiales suivant la création de la Saskatchewan en 1905.
Une circonscription fédérale a existée sur le même territoire de 1925 à 1968.

## Géographie
La circonscription est basée autour de la ville de Yorkton dans la municipalité rurale de Orkney No 244 (en).

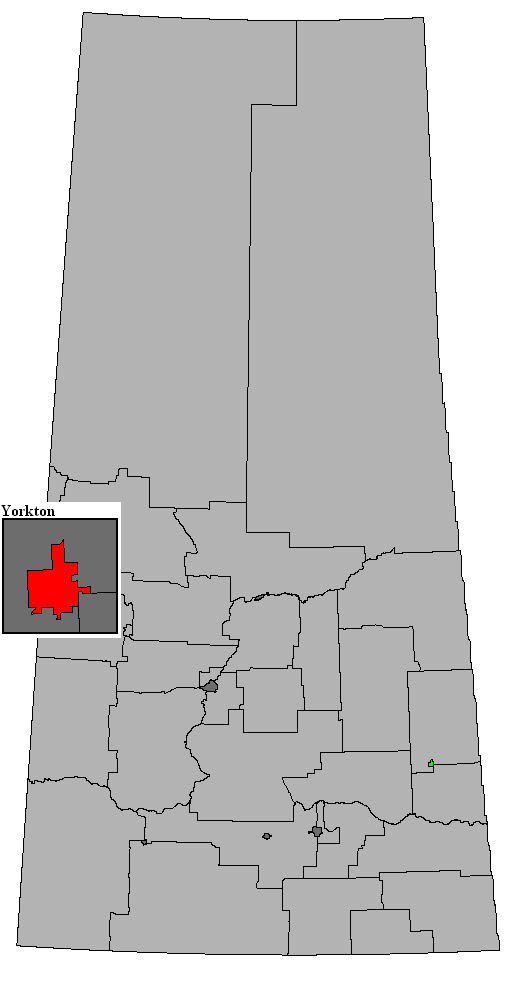
Frontière de la circonscription en 2016.
Frontière de la circonscription en 2022.

## Liste des députés
| Parlement | Années        | Député                   | Député                       | Parti                     |
| Yorkton   | Yorkton       | Yorkton                  | Yorkton                      | Yorkton                   |
| --------- | ------------- | ------------------------ | ---------------------------- | ------------------------- |
| 1re       | 1905–1908     |                          | Thomas Henry Garry (en)      | Libéral                   |
| 2e        | 1908-1912     |                          | Thomas Henry Garry (en)      | Libéral                   |
| 3e        | 1912–1917     |                          | Thomas Henry Garry (en)      | Libéral                   |
| 4e        | 1917–1921     |                          | Thomas Henry Garry (en)      | Libéral                   |
| 5e        | 1921–1925     |                          | Thomas Henry Garry (en)      | Libéral                   |
| 6e        | 1925–1929     |                          | Thomas Henry Garry (en)      | Libéral                   |
| 7e        | 1929–1934     |                          | Alan Carl Stewart (en)       | Indépendant               |
| 8e        | 1934–1938     |                          | Vincent Reynolds Smith (en)  | Libéral                   |
| 9e        | 1938–1944.    |                          | Alan Carl Stewart (en)       | Unity (en)                |
| 10e       | 1944–1948     |                          | Arthur Percy Swallow (en)    | CCF                       |
| 11e       | 1948–1952     |                          | Arthur Percy Swallow (en)    | CCF                       |
| 12e       | 1952–1956     |                          | Arthur Percy Swallow (en)    | CCF                       |
| 13e       | 1956–1960     | Frederick Neibrandt (en) |                              | CCF                       |
| 14e       | 1960–1964     |                          | Bernard David Gallagher (en) | Libéral                   |
| 15e       | 1964–1967     |                          | Bernard David Gallagher (en) | Libéral                   |
| 16e       | 1967–1971     |                          | Bernard David Gallagher (en) | Libéral                   |
| 17e       | 1971–1975     |                          | Irving Wensley Carlson       | Néo-démocrate             |
| 18e       | 1975–1978     | Randall Neil Nelson      |                              | Néo-démocrate             |
| 19e       | 1978–1982     | Randall Neil Nelson      |                              | Néo-démocrate             |
| 20e       | 1982–1986     |                          | Lorne McLaren                | Progressiste-conservateur |
| 21e       | 1986–1991     |                          | Lorne McLaren                | Progressiste-conservateur |
| 22e       | 1991–1995     |                          | Clay Serby                   | Néo-démocrate             |
| 23e       | 1995–1999     |                          | Clay Serby                   | Néo-démocrate             |
| 25e       | 2003–2007     |                          | Clay Serby                   | Néo-démocrate             |
| 26e       | 2007–2011     |                          | Greg Ottenbreit              | Saskatchewanais           |
| 27e       | 2011–2016     |                          | Greg Ottenbreit              | Saskatchewanais           |
| 28e       | 2016–2020     |                          | Greg Ottenbreit              | Saskatchewanais           |
| 29e       | 2020–2024     |                          | Greg Ottenbreit              | Saskatchewanais           |
| 30e       | 2024–en cours |                          | David Chan (en)              | Saskatchewanais           |